# Роуленд, Дэниел
Дэниел Роуленд (англ. Daniel Rowland; род. 1972, Лондон) — британский скрипач.
Голландец по матери, Роуленд жил в Нидерландах с трёхлетнего возраста; его отец Дэвид Роуленд (1939—2007) преподавал в консерватории в Энсхеде. Учился в Амстердамской консерватории у Давины ван Вели и Виктора Либермана, затем в Брюссельской консерватории у Игоря Ойстраха. Занимался также под руководством Германа Кребберса, Иври Гитлиса и Руджеро Риччи. Выиграл в Нидерландах национальный конкурс скрипачей имени Оскара Бака, получил премию Брамсовского общества в Баден-Бадене. В 1992 г. дебютировал с оркестром Концертгебау.
В репертуаре Роуленда важное место занимают сочинения новейших композиторов, в том числе Лучано Берио, Брайана Фернихоу, Кайи Саариахо. Наряду с сольной карьерой он уделяет большое внимание ансамблевому музицированию, начиная с 1997 г., когда им был основан Амстердамский камерный ансамбль. Эта ипостась музыкального дарования Роуленда нашла своё наиболее полное выражение в 2007 г., когда он занял пульт первой скрипки в известном Квартете имени Бродского.
Роуленд проводил мастер-классы в Нидерландах, Великобритании, Италии, Португалии и Южной Африке, сейчас проводит их в онлайн режиме.